# Pinabacdao
Pinabacdao (Bayan ng Pinabacdao) är en kommun i Filippinerna. Kommunen tillhör provinsen Samar och ligger på ön med samma namn. Folkmängden uppgår till 13 167 invånare.

## Barangayer
Pinabacdao är indelat i 24 barangayer.
| - Bangon - Barangay I (Pob.) - Barangay II (Pob.) - Botoc - Bugho - Calampong - Canlobo - Catigawan - Dolores - Lale - Lawaan - Laygayon | - Layo - Loctob - Madalunot - Magdawat - Mambog - Manaing - Obayan - Pahug - Parasanon - Pelaon - San Isidro - Nabong |